# Capteur de déplacement
Un capteur de déplacement permet de transformer un déplacement mesuré en signal électrique proportionnel. Son domaine concerne  entre autres les industries de l'automobile et du sport automobile, les machines outils numériques, la robotique, l’aérospatiale, la défense, l'automatisation industrielle, l’industrie médicale et pharmaceutique où une mesure de déplacement fiable et de haute précision est requise.
Il existe de nombreuses technologies de mesure de déplacement qui peut être de type :
- capacitif ;
- inductif : LVDT, RVDT.